# Clubiona minuta
Clubiona minuta este o specie de păianjeni din genul Clubiona, familia Clubionidae, descrisă de Nicolet, 1849. Conform Catalogue of Life specia Clubiona minuta nu are subspecii cunoscute.